# 野長瀬晩花

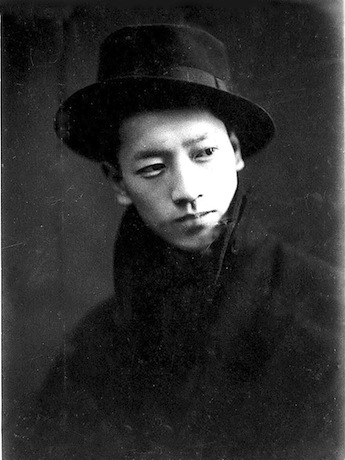
1914年、25歳の晩花

野長瀬 晩花（のながせ ばんか、明治22年（1889年）8月17日 - 昭和39年（1964年）3月31日）は、和歌山県出身の日本画家。国画創作協会の創立メンバーとして大正時代の日本画界で活躍した。

## 経歴
和歌山県西牟婁郡近野村（現：田辺市中辺路町近露）に資産家の三男として生まれる。本名、弘男。初め蘆秋と号する。
明治36年（1903年）14歳で大阪に出て、円山派の中川蘆月のもとで4年間基礎を学び、その後京都の谷口香嶠塾に移る。
明治42年京都市立絵画専門学校（現・京都市立芸術大学）に入学（同級に小野竹喬、土田麦僊ら）。2年目には授業に出席せず（翌々年退学）、秦テルヲや竹久夢二をはじめとする進歩的な若い芸術家たちとの交流を深めた。
日本画に洋画的手法を取り入れた斬新な作品を発表して京都の公募展で受賞。しかし文展では洋画的画風が受け入れられず、大正2年（1913年）文展京都会場前にテントを張り秦テルヲと「バンカ・テルヲ展」を開催、反官展の姿勢を明確に示した。

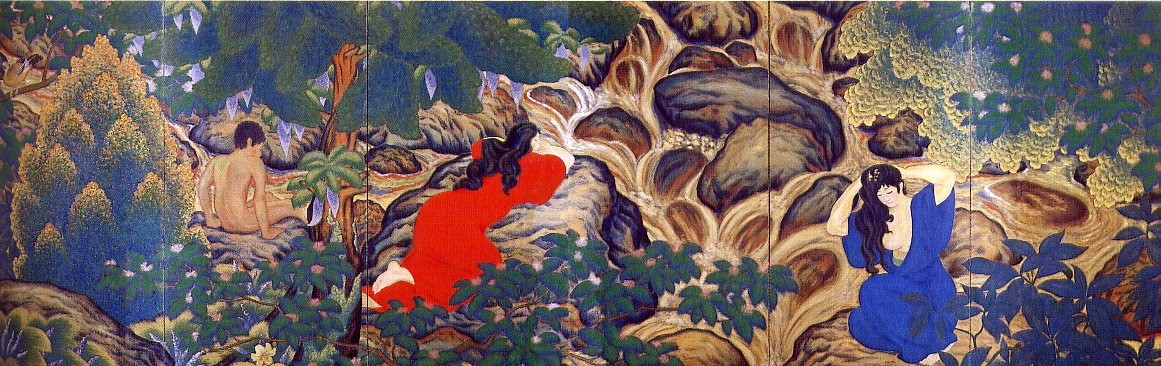
《初夏の流》大正7年、京都市美術館蔵

大正7年、反文展の姿勢と自由な芸術の創造をともに求める土田麦僊らと国画創作協会を設立。同年の第1回国展に出品した《初夏の流》は、その大胆な筆使いと濃厚な官能表現が一世を風靡した。以後第2回国展に《休み時》、第3回国展に《夕陽に帰る漁夫》を出品。いずれも従来の日本画に見られない量感強調の陰影法と強烈な原色を用いている。
大正10年秋から翌年秋にかけて麦僊、竹喬らと渡欧するも、かつての自由奔放な作風は減退して、洋画的表現を維持しながらも次第に日本の古典的な題材と手法に移り、第6回国展に出品後は中央画壇から離れていった。その後は満州旅行を題材とするスケッチ展などを開催。戦中より戦後にかけては信州に疎開して、地元の画家や歌人たちと白炎社を結成、地元の芸術文化運動に貢献した。
昭和39年東京都狛江市で死去。享年75。
長男は映画監督の野長瀬三摩地。